# أول كريستيان رود
أول كريستيان رود (بالنرويجية البوكمول: Ole Kristian Ruud)‏ هو بروفيسور وموسيقي نرويجي، ولد في 2 أكتوبر 1958 في ليلستروم في النرويج.

## وصلات خارجية
- أول كريستيان رود على موقع ميوزك برينز (الإنجليزية)
- أول كريستيان رود على موقع أول ميوزيك (الإنجليزية)
- أول كريستيان رود على موقع ديسكوغز (الإنجليزية)